# Sahaspur
Sahaspur is een nagar panchayat (plaats) in het district Bijnor van de Indiase staat Uttar Pradesh. 

## Demografie
Volgens de Indiase volkstelling van 2001 wonen er 22.604 mensen in Sahaspur, waarvan 53% mannelijk en 47% vrouwelijk is. De plaats heeft een alfabetiseringsgraad van 39%. 